# Éric Micoud
Éric Micoud (Cotonou, 18 marzo 1973) è un ex cestista francese.

## Carriera
Con la Francia ha disputato i Campionati europei del 2001.

## Palmarès
- Coppa di Francia: 2

Cholet: 1999
Digione: 2006